# Strongoli
Strongoli es una localidad italiana de la provincia de Crotona, región de Calabria, con 6.226 habitantes.

## Evolución demográfica
| Gráfica de evolución demográfica de Strongoli entre 1861 y 2001 |
|                                                                 |
| Fuente ISTAT - elaboración gráfica de Wikipedia                 |